# Kloosterkerk der franciscanen

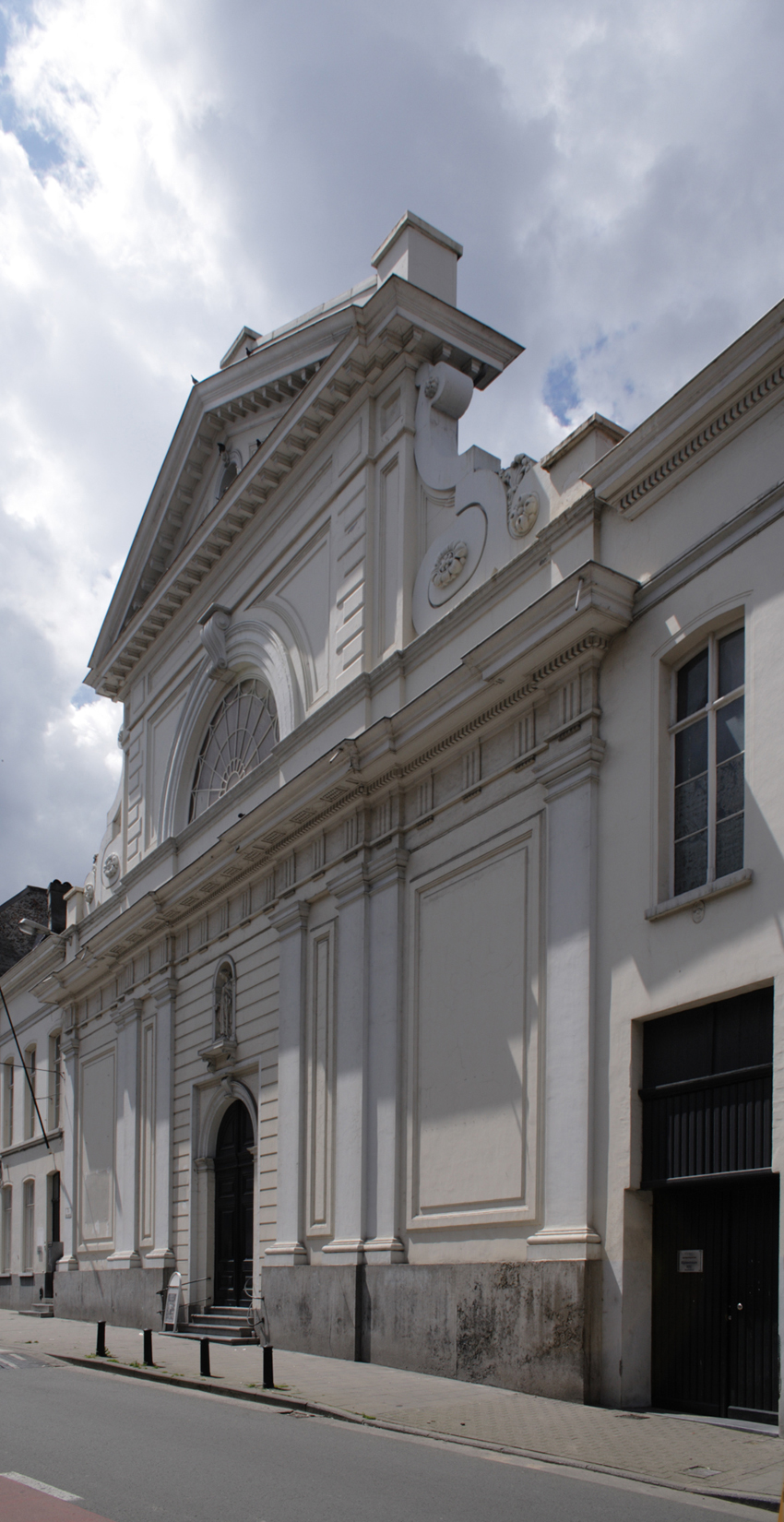

De Kloosterkerk der franciscanen is een kerkgebouw aan de Oude Houtlei in de Belgische stad Gent. De kerk is onttrokken aan de eredienst en wordt sinds 2011 gebruikt als een cultuur- en ontmoetingsruimte.

## Bouwgeschiedenis
Omstreeks 1226 hebben franciscanen zich vermoedelijk in de stad gevestigd. Gravin Johanna van Constantinopel schonk hen grond aan de Kuipgaten (anno 2019 Koophandelsplein) waar ze een klooster betrokken. Zij verlieten deze locatie toen de Franse revolutionairen de orde afschaften. Ongeveer 50 jaar later betrokken zij het huidige pand aan de Oude Houtlei.
De huidige kerk met drie beuken heeft aan de achterkant een vierkante binnentuin met de kloostergebouwen die er omheen liggen. Ze dateren uit de 17e en 19e eeuw. In 1843 werd de eenbeukige barokke kapel uitgebreid met een portaal aan de straatkant. In 1856-1857 werd het een pseudo-basicale kerk van zeven traveeën en toevoeging van twee zijbeuken. De neobarokke halsgevel werd bepleisterd en de deur bekroond met een rondboognis waarin de heilige Ursula is te zien.
Tot 2004 waren franciscanen in Gent aanwezig.
De kerk en kloostergebouwen staan sinds 2008 op de lijst van Beschermd Erfgoed.